# Plaine Koutine
La plaine Koutine est située au Cameroun, dans la région de l'Adamaoua, au nord-ouest de Tignère. D'une superficie de 1 400 km2, elle comprend d'une part la basse-plaine de la région de Kontcha, d'autre part les plaines des mayo Déo et Baléo.